# Rudaki
Rudaki (imenovan tudi Rodaki; perzijsko رودکی, * ok. 858 – † 940/941) je bil perzijski pesnik, pevec in glasbenik.
Velja za prvega pomembnega pesnika, ki je pisal v novi perzijščini. Kot dvorni pesnik pod Samanidi je menda napisal več kot 180.000 verzov, vendar se je ohranil le majhen del njegovega dela, predvsem deli njegove verzifikacije Kalila va-Dimna, zbirke indijskih basni.
Rudaki, rojen v vasi Banoj (ki je na današnjem območju Rudak), je najpomembnejši del kariere preživel na dvoru Samanidov. Medtem ko ga biografski podatki povezujejo s samanidskim emirjem (vladarjem) Nasrom II. (vladal 914–943), se je morda že pridružil dvoru pod slednjim predhodnikom, Ahmadom Samanijem (vladal 907–914).
Rudakijev uspeh je bil v veliki meri posledica podpore njegovega glavnega pokrovitelja, vezirja Abul-Fadla al-Balamija (umrl 940), ki je imel pomembno vlogo pri razcvetu nove perzijske literature v 10. stoletju. Po padcu Balamija leta 937 se je Rudakijeva kariera poslabšala, na koncu pa so ga odpustili z dvora. Zatem je svoja zadnja leta preživel v revščini, umrl slep in sam v domačem kraju.
V Iranu je Rudaki priznan za »utemeljitelja nove perzijske poezije«, v Tadžikistanu pa za »očeta tadžikistanske literature«.

## Ime
Njegovo polno ime je bilo Abu Abd Allah Jafar ibn Mohamed ibn Hakim ibn Abd al-Rahman ibn Adam al-Rudaki al-Šair al-Samarkandi (perzijsko ابوعبدالله جعفر بن محمد بن حکیم بن عبدالرحمن بن آدم الرودکی الشاعر سمرقندی). Pravilna transkripcija njegovega imena je Rōdhakī, medtem ko je al-Rūdhakī arabizirana oblika. Druge transkripcije vključujejo Rudagi, Rawdhagi in Rudhagi.

## Ozadje
O Rudakijevem življenju je na voljo malo informacij, veliko jih je bilo rekonstruiranih iz njegovih pesmi. Živel je v obdobju samanidskega cesarstva (819–999), v katerem se je začela razvijati in cveteti nova perzijska književnost. Rudaki je bil perzijskega rodu rojen ok. 858, v vasi Banoj (Pandžrud), ki je na območju Rudak med Samarkandom in Buharo. Rudakijevo slepoto nakazujejo zapisi zgodnjih pesnikov, kot so Dakiki (umrl 977), Firduzi (umrl 1020/25), Abu Zuraah al-Muammari (10. stoletje) in Nasir Khusrav (umrl po 1070). Zgodovinar Avfi (umrl 1242) celo pravi, da je bil Rudaki rojen slep, vendar so nekateri sodobni učenjaki o tem dvomili zaradi ekspresivne podobe narave, ki jo je podal Rudaki v svojih spisih.
Rudaki je bil poleg pesnika tudi pevec in glasbenik. Od obdobja sasanidskega Irana (224–651) so bile pesmi običajno izvajane kot pesmi, ki se uporabljajo v glasbi. Pod Sasanidi je bil uradni, verski in literarni jezik srednja perzijščina. Po muslimanski osvojitvi Irana je jezik vstopil v novo fazo, znano kot nova perzijščina. Vendar pa ne izhaja iz knjižne oblike srednjeperzijščine (znane kot pārsīk, običajno imenovane pahlavi), ki so jo govorili ljudje Farsa in jo uporabljali v zaratustrskih verskih spisih. Namesto tega izhaja iz narečja, ki ga govorita dvor sasanidske prestolnice Ktezifon in severovzhodne iranske regije Horasan. V tem obdobju je bila nova perzijščina znana kot darī ali parsī-i darī.

## Kariera
Pri osmih letih naj bi se Rudaki naučil Koran na pamet in bil spreten v poeziji. Ugledni glasbenik po imenu Abul-Abak Bakhtiar ga je poučil, kako igrati čang. Rudaki je v svojih zgodnjih letih postal priljubljen zaradi svojega lepega glasu, veščine poezije in igranja na čang. Ohranjeni biografski podatki povezujejo Rudakija s samanidskim emirjem (vladarjem) Nasrom II. ali z njegovim vezirjem Abul-Fadlom al-Balamijem. Vendar pa se je po besedah literarnega učenjaka Sassana Tabatabaija Rudaki očitno že pridružil samanidskemu dvoru pod očetom in predhodnikom Nasra II. Ahmadom Samanijem (vladal 907–914). Tabatabai navaja, da je to dokazano v Rudakijevi pesmi, kjer skuša potolažiti Ahmada Samanija po smrti njegovega očeta Ismaila Samanija leta 907.
Rudakijeva kariera na samanidskem dvoru velja za najpomembnejši del njegovega življenja. Vloga dvornega pesnika je bila več kot le zabavanje drugih in je bila bistveni vidik perzijskega dvora. Po mnenju prvega sasanidskega kralja Ardaširja I. (vladal 224–242) je bil pesnik »del vlade in sredstvo za krepitev oblasti«. Poleg ploskanja suzerena in njegove domene se je od pesnika pričakoval tudi nasvet in moralno vodstvo, kar je pomenilo, da je bil Rudaki najverjetneje izkušen tudi na tem področju. Rudakijev uspeh je bil v veliki meri posledica podpore njegovega glavnega pokrovitelja Balamija. Slednji je imel pomembno vlogo pri razcvetu perzijske literature v 10. stoletju. Balami je Rudakija smatral za najboljšega med perzijskimi in arabskimi pesniki.
Rudaki je bil tesen prijatelj svojega učenca Šahida Balkhija, vodilnega pesnika in učenjaka samanidskega cesarstva. Po smrti Šahida Balkhija leta 936 je Rudaki zanj napisal elegijo. Rudakijeva kariera je začela upadati po padcu Balamija leta 937. Kmalu je padel v nemilost emirja in bil odpuščen z dvora. Rudaki je nato svoja zadnja leta preživel v revščini, leta 940 ali 941 je umrl slep in sam v svojem rojstnem kraju.
Francoski iranolog Gilbert Lazard je menil, da je bil Rudakijev prvi naslednik Abu-Šakur Balkhi, ki je sestavil številne masnavije, predvsem Afarin-namo.

## Dela
Asadi Tusi pravi, da je Rudakijev divan (zbirka kratkih pesmi) obsegal več kot 180.000 verzov, vendar je večina izgubljenih. Tisto malo ostankov Rudakijevih spisov, večinoma posamezne verze, je mogoče najti v perzijskih slovarjih, zlasti Lughat-i Furs Asadija Tusija. Ohranilo se je tudi nekaj popolnih pesmi, predvsem kasida (hvalnica ali oda), sestavljena iz skoraj 100 verzov, citiranih v anonimnem Tarikh-i Sistan. Kasida je bila posvečena Abu Jafarju Ahmadu ibn Mohamedu, ki je vladal regiji Sistan kot samanidski guverner od leta 923 do 963. V njej Rudaki imenuje Abu Jafarja aristokrata sasanidskega porekla in »ponos Irana«, s čimer kaže na občutek kontinuitete iranske identitete od sasanidskega do samanidskega obdobja. Za to pesem je Abu Jafar Rudakija nagradil z 10.000 dinarji.
Rudakijevo najbolj znano delo je njegova verzifikacija Kalila va-Dimna, zbirke indijskih basni. Nasr II. je ukazal Balamiju, naj prevede knjigo iz arabščine v perzijščino, nato pa je določil 'tolmače', ki so jo prebrali na glas, tako da jo je Rudaki, ki je bil slep, lahko verzificiral. Ohranilo se je le nekaj verzov, ki jih je naredil Rudaki. Nekateri od njih so bili identificirani v Lughat-i Furs. Rudakijevo ohranjeno poezijo je na splošno enostavno razumeti za pismene domače perzijske bralce kljub razlikam v terminologiji, besednih oblikah ter frazah in stavčnih vzorcih.
Čeprav je Rudaki v svojih delih kazal proismailske simpatije, je njegova poezija popolnoma posvetne narave. Islam je bil trdno uveljavljen do 10. stoletja; vendar so se Perzijci še vedno spominjali svoje globoko zakoreninjene zaratustrske zgodovine. Rudaki je bil bolj nagnjen k spominjanju starodavnih iranskih in zaratustrskih predstav namesto muslimanskih. Nekatere Rudakijeve pesmi so bile napisane v predislamskem andarškem slogu, to je etični nauk, prijazna kritika in nasveti za pravilno vedenje tako zasebno kot javno. Primer Rudakijevih zaratustrskih korenin lahko vidimo v odlomku, kjer govori o svojem pokrovitelju:
To je uganka, ki opisuje njegovo milost in voljo:

On je Avesta v modrosti, Zand v bistvu ...

## Zapuščina in ocena
Rudaki velja za prvega velikega pesnika, ki je pisal v novi perzijščini. Čeprav so ga starejši od drugih pesnikov, ki so pisali v novi perzijščini, kot je Abu Hafs Sughdi (umrl 902), večina njihovega dela ni preživela. V Iranu je Rudaki priznan kot »ustanovitelj nove perzijske poezije«, v Tadžikistanu pa kot »oče tadžikistanske književnosti«, [a] obe trditvi, ki po mnenju iranologa Richarda Foltza nista protislovni. Rudakijevo življenje je prikazano v filmu A Poet's Fate iz leta 1957, ki ga je napisal Satim Ulugzade (umrl leta 1997). Naslednje leto je slednji napisal dramo o Rudakiju z naslovom Rudaki, ki je bila prva tadžikistanska biografska drama.[24]
1100. obletnico Rudakijevega rojstva sta leta 1958 obeležila Iran in Tadžikistanska Sovjetska socialistična republika, ki sta skupaj organizirali konferenco, ki se ji je pridružilo več uglednih iranskih in tadžikistanskih akademikov. V tem obdobju je bilo odkrito Rudakijevo grobišče v Pandžrudu. Sovjetski arheolog in antropolog Mihail Mihajlovič Gerasimov (umrl leta 1970) je izkopal in analiziral Rudakijeve posmrtne ostanke, ki jih je uporabil za ponovno ustvarjanje obraza slednjega na skulpturi. Po razpadu Sovjetske zveze je Rudaki začel postajati močnejši predstavnik tadžikistanske identitete in je tudi okrepil svoje vezi s preostalim perzijsko govorečim svetom.
Po mnenju Nila Greena je Rudaki »naznanil novo dobo za perzijsko pisavo«. Iranolog Francois de Blois trdi, da je bil Rudaki »najslavnejši perzijski pesnik pred Firduzijem«. Po njegovi smrti je Rudaki ostal zelo priljubljena osebnost približno dve stoletji, vse do mongolskega obdobja, ko je postal nepriljubljen med visoko usposobljenimi pesniki tistega časa. Vendar pa ni bil pozabljen, kot je razvidno iz pripisa njegovega imena Pseudo-Divan-i Rudaki, ki ga je de Blois imenoval »ena od razvpitih literarnih prevar«. Učenjaki, kot sta Hasan ibn Luft Allah al-Razi v 17. stoletju in Reza-Qoli Khan Hedajat v 19. stoletju, so zlahka prepoznali, da je Pseudo-Divan-i Rudaki večinoma sestavljen iz pesmi Qatran Tabrizija (umrl po letu 1088), medtem ko so ostale že znane Rudakijeve pesmi, ki so bile omenjene v tadhkirah (biografski slovarji).
V 19. stoletju je Rudaki doživel ponoven porast priljubljenosti skupaj z drugimi starodavnimi pesniki Hurasani.
- Znamka ob praznovanju 1100. obletnice Rudakijevega rojstnega dne, ki jo je leta 1942 izdal Pahlavi Iran
- Znamka ob 1100. obletnici Rudakijevega rojstva, ki jo je leta 1958 izdala Sovjetska zveza
- Znamka Rudaki, izdana v Tadžikistanu leta 2008